# Парламентські вибори в Естонії 2007
Парламентські вибори пройшли в Естонії в неділю, 4 березня 2007 року. Це було обрання членів Рійгікогу. Виборча система була дворівневою пропорційною з 5 % (27,510.65 голосів) бар'єром. Це був перший випадок в світі, коли в загальнодержавному голосуванні частина голосів була прийнята у формі віддаленого електронного голосування через інтернет.

## Явка
Явка виборців на виборах Рійгікогу в 2007 році склала 61,91 %.
У 2007 році Естонія провела перші в країні і світі державні інтернет-вибори. Голосування було доступне з 26 до 28 лютого. Скористалися інтернет-послугою голосування 30275 жителів (3,4 %). 

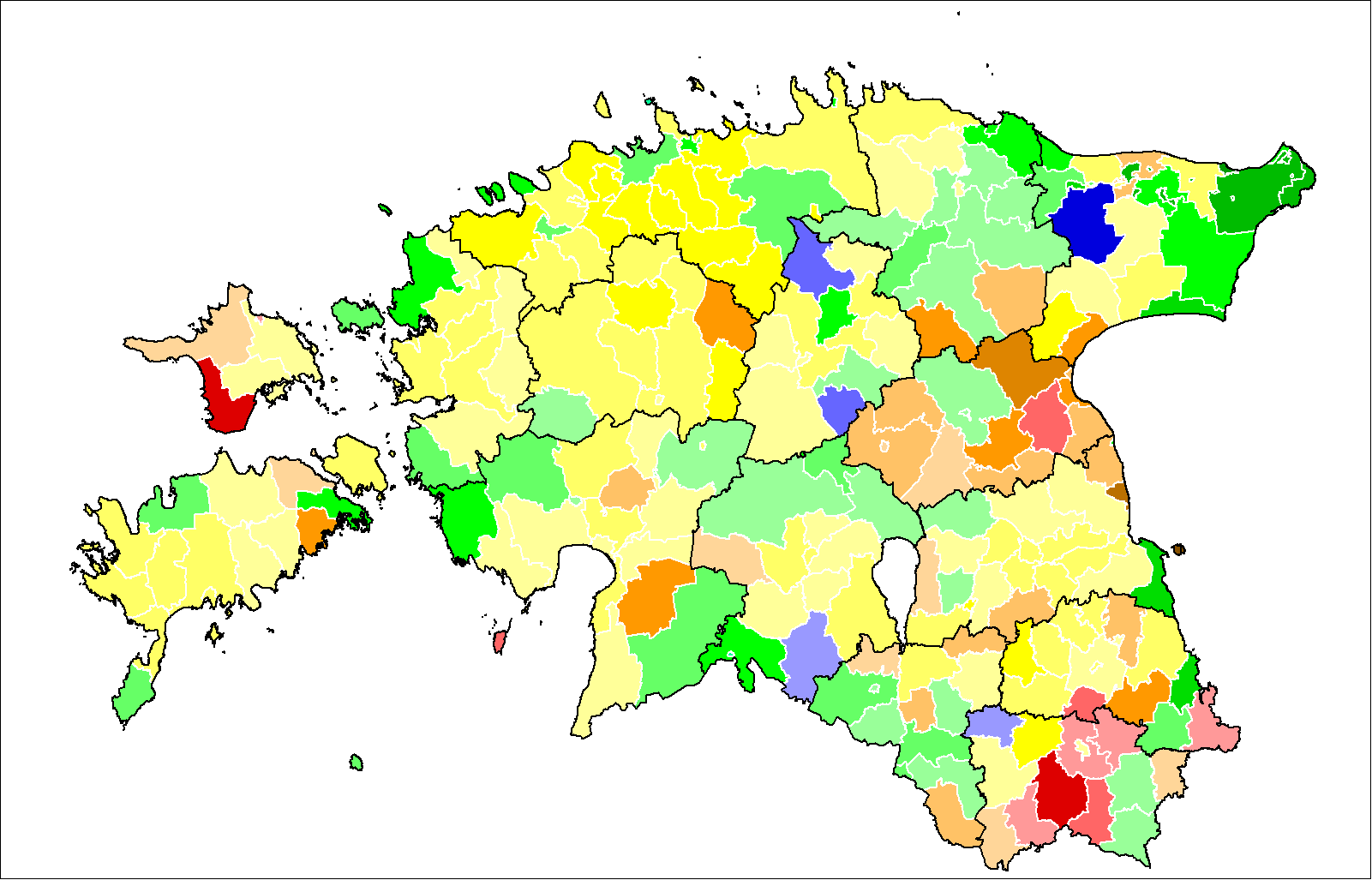
Лідируюча партія по муніципалітету:

| ERE                         | EKE                                       | IM/RP                       | SDE                         | EMRL                                      |
| --------------------------- | ----------------------------------------- | --------------------------- | --------------------------- | ----------------------------------------- |
| 20–29% 30–39% 40–49% 50–59% | 20–29% 30–39% 40–49% 50–59% 60–69% 70–79% | 20–29% 30–39% 40–49% 50–59% | 20–29% 30–39% 40–49% 50–59% | 20–29% 30–39% 40–49% 50–59% 60–69% 80–89% |

### Округи
| Номер | Виборчий округ                        | Місць |
| ----- | ------------------------------------- | ----- |
| 1     | Гааберсті, Пих'я-Таллінн та Крістійне | 8     |
| 2     | Кесклінн, Ласнамяє,                   | 11    |
| 3     | Мустамяє та Нимме (район)             | 8     |
| 4     | Гар'юмаа та Рапламаа                  | 13    |
| 5     | Гіюмаа, Ляянемаа та Сааремаа          | 7     |
| 6     | Ляяне-Вірумаа                         | 6     |
| 7     | Іда-Вірумаа                           | 8     |
| 8     | Ярвамаа та Вільяндімаа                | 8     |
| 9     | Йигевамаа та Тартумаа                 | 7     |
| 10    | Тарту                                 | 8     |
| 11    | Вирумаа, Валгамаа та s                | 9     |
| 12    | Пярнумаа                              | 8     |

## Результати
Підсумки парламентських виборів Естонії 4 березня 2007 року
| Партія | Партія                                                                            | Ідеологія                     | Кількість голосів | %       | +/-     | Місця | +/- |
| ------ | --------------------------------------------------------------------------------- | ----------------------------- | ----------------- | ------- | ------- | ----- | --- |
|        | Естонська партія реформ (Eesti Reformierakond)                                    | Класичний лібералізм          | 153,044           | 27.8 %  | +10.1 % | 31    | +12 |
|        | Центристська партія (Eesti Keskerakond)                                           | Соціал-лібералізм, Центризм   | 143,518           | 26.1 %  | +0.7 %  | 29    | +1  |
|        | Союз Вітчизни і Res Publica (Isamaa ja Res Publica Liit)                          | Націонал-консерватизм         | 98,347            | 17.9 %  | −14.0 % | 19    | −16 |
|        | Соціал-демократична партія Естонії (Sotsiaaldemokraatlik Erakond)                 | Соціал-демократія             | 58,363            | 10.6 %  | +3.6 %  | 10    | +4  |
|        | Партія зелених (Естонія) (Erakond Eestimaa Rohelised)                             | Зелена політика               | 39,279            | 7.1 %   | +7.1 %  | 6     | +6  |
|        | Народний Союз Естонії (Eestimaa Rahvaliit)                                        | Аграрії                       | 39,215            | 7.1 %   | −5.9 %  | 6     | −7  |
|        | Партія естонських християнських демократів (Erakond Eesti Kristlikud Demokraadid) | Християнська демократія       | 9,456             | 1.7 %   | +0.7 %  | 0     | —   |
|        | Конституційна партія (Konstitutsioonierakond)                                     | Російська меншина, ліве крило | 5,464             | 1.0 %   | −1.2 %  | 0     | —   |
|        | Партія незалежності (Естонія) (Eesti Iseseisvuspartei)                            | Євроскептицизм, Націоналізм   | 1,273             | 0.2 %   | −0.4 %  | 0     | —   |
|        | Російська партія Естонії (Vene Eesti Erakond)                                     | Російська меншина             | 1,084             | 0.2 %   | ±0.0 %  | 0     | —   |
|        | Ліва партія (Естонія) (Eesti Vasakpartei)                                         | Демократичний соціалізм       | 607               | 0.1 %   | −0.3 %  | 0     | —   |
|        | Незалежні                                                                         |                               | 563               | 0.1 %   | −0.3 %  | 0     | —   |
| Разом  | Разом                                                                             | Разом                         | 550,213           | 100.0 % | —       | 101   | —   |
|        |                                                                                   |                               |                   |         |         |       |     |